# 花屋ユウ
花屋 ユウ（はなや ユウ、1994年4月28日 - ）は、日本の女優。映像ディレクター。立命館大学スポーツ健康科学部卒業。

## 人物
長崎県大村市出身。血液型A型。158cm。
幼少期から水泳10年、高校/大学ではボート競技で全日本準優勝、体育教師の資格をもつ。
アイスリボン所属のプロレスラーとして活動していた。

## 来歴
高校でボート部に入部。1年時に5人乗りで全国出場メンバー入りをするが、東日本大震災で大会が中止。その悔しさから翌年、1人で全国大会出場を志し九州大会優勝。その後の全国大会で6位の結果を残し、スポーツ推薦で大学進学。立命館大学で競技を続けるが、大学1年生の春休み中に腰の骨を折り挫折。コーチの厳しい言葉に奮い立たせられ、3ヶ月で復帰。その後はチームで日本一になることを目指し、全国大会に出場。決勝戦で0.1秒差で明治大学に敗れ、準優勝に終わる。
幼少期に10回以上の引越しを経験し、学校ではいじめを受けていたが、大好きなお笑いに支えられ伝説のお笑い番組を作りたいとテレビ局へ就職活動を行うもすべて不採用。母親が航空会社に勤めていたことから、航空会社の採用面接を受け「世界一になりたい」と話し採用に至り、東京国際空港に勤めていた。
中学生の頃の愛読書は品川庄司のコント本。
Netflix配信ドラマ「極悪女王」の出演がきっかけとなり、2023年（令和5年）からプロレスを始め、同年、プロレス団体「アイスリボン」に所属し後楽園ホールでデビュー。女子プロレスラーとしての活動も行っていた。
2023年放送の日曜劇場VIVANTでは、オーディションで評価を受け話題作へレギュラーメンバー入りを果たし、阿部寛と共演。部下が返事をするシーンの練習に付き合ったことが明かされている。
Uber eats配達員として働く一面も持っており、VIVANT最終回放送日に番組Tシャツを着て配達を行っている姿がネットニュースになる。
2024年11月26日にYMNに移籍した。
2024年（令和6年）12月31日をもって女子プロレスラーを引退し、女優業に専念している。
2025年〜 YouTubeチャンネル「川越シェフだよ。」の映像ディレクターとして活動している。

## 出演

### テレビドラマ
- VIVANT 第4話 - 最終話（2023年8月6日 - 9月17日、TBS） - 公安刑事 役
- アンチヒーロー Episode1 （2024年4月14日、TBS）
- 大河ドラマ べらぼう〜蔦重栄華乃夢噺〜 第2回、第7回（2025年1月12日、2月16日、NHK）- 河岸見世女郎 役

### 配信ドラマ
- ANIMALS -アニマルズ- （2022年6月23日 - 8月11日、 ABEMA）
- ドロップ 第二話（2023年6月9日、WOWOWオンデマンド）
- 極悪女王[4]（2024年9月19日 - 、Netflix） - ミネルバ葉子 役[4]
- 冴えない事務職は大株主？（2024年12月3日 - 、FANY:D）

### 映画
- HOSHI 35/ホシクズ （2023年10月21日公開、 横川寛人 監督） - マサコ役
- 逃走中 THE MOVIE:TOKYO MISSION（2024年7月19日公開、 西浦正記 監督）
- リング・オブ・ザ・リビングデッド（2024年12月6日公開予定）

### テレビ
- 芸能人対抗駅伝2025（2025年1月3日、テレビ東京）

### ラジオ
- もしかしてどぶろっくだけど！？（2024年11月30日）
- 荻原次晴のニッポン応援団VIVA JAPON！（2024年12月7日、2024年12月14日）

### 舞台
- ポップスガールズ（2023年1月、新宿シアターブラッツ）
- 幽月夜想（2023年5月、下北沢「劇」小劇場）
- レディ・ア・ゴーゴー‼︎2023（2023年12月、キンケロ・シアター） - ベルゼ 役

### WEB
- 掛川市移住促進プロモーション「心を奏る街、掛川」[12]
- ジョブタク | ソニーフィナンシャルグループ　夢見バク美 CV[13]

### ディレクター
- 掛川市移住促進プロモーション「心を奏る街、掛川」[12]